# Slaget ved Klusjino
Slaget ved Klusjino (russisk: Битва при Клушине, tr. Bitva pri Klusjine; polsk: Bitwa pod Kłuszynem) blev udkæmpet den 4. juli 1610 mellem Den polsk-litauiske realunion og Zar-Rusland under Den polsk-russiske krig, en del af Forvirringens tid. Kampen fandt sted nær landsbyen Klusjino (polsk: Kłuszyn) nær Smolensk. I slaget sikrede de numerisk underlegne polske styrker sig en afgørende sejr over de russiske styrker på grund af hetman Stanisław Żółkiewskis taktiske kompetence og de polske husareres, eliten af den polske hærs, militære dygtighed. De russiske styrker var under kommando af knjaz Dmitrij Sjujskij, Der havde støtte af ca. 5 000 lejesoldater under Jakob De la Gardie.